# Wadi Rum

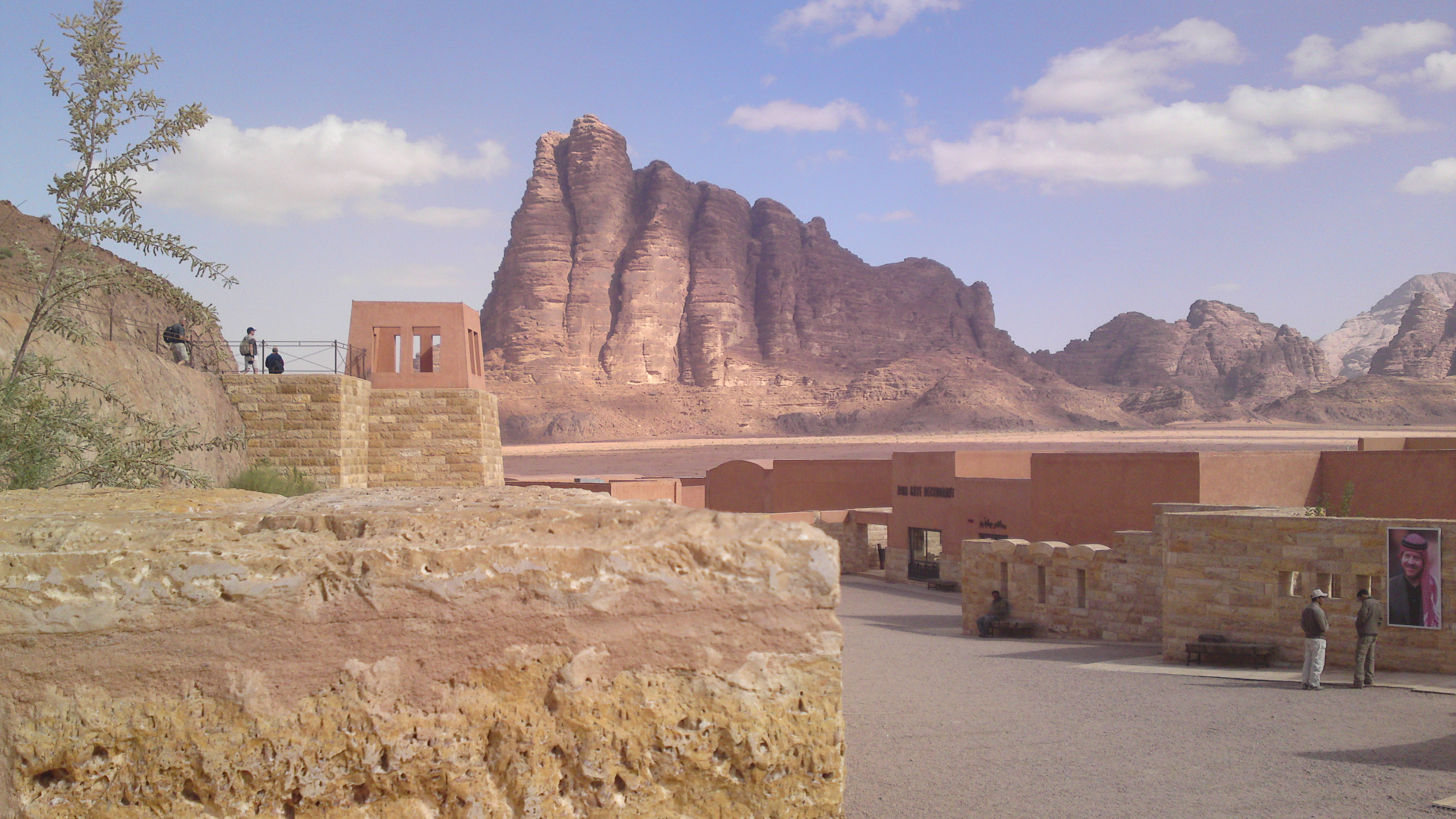
Toegang tot Wadi Rum met zicht op "De zeven zuilen van wijsheid"

Wadi Rum ook wel gekend als de Maanvallei is een vallei met rotswanden van zandsteen en graniet in het zuidwesten van Jordanië. Het is met een oppervlakte van zo'n 720 vierkante kilometer de grootste wadi in Jordanië. In 2011 is Wadi Rum door UNESCO op de werelderfgoedlijst geplaatst. Hij wordt zeer druk bezocht door toeristen. Er leven enkele bedoeïenenstammen in het gebied. De Wadi Rum Trail (deel van de Bedouin Trail) loopt door het gebied.

## Geschiedenis
De vallei werd al sinds de prehistorie bewoond, uit die tijd zijn rotstekeningen gevonden. Constructies die voor het begin van de moderne jaartelling zijn gemaakt ten tijde van het Nabateaanse koninkrijk, zoals dammen, reservoirs, paleizen en heiligdommen zijn blootgelegd en door archeologen onderzocht. 
Aan de voet van de berg Jabal Rum nabij het dorp Rum werden de ruïnes van een Nabateese tempel, een paleisachtige residentie en een badcomplex gevonden.
In Europa is Wadi Rum vooral bekend vanwege zijn natuurlijke schoonheid en omdat de Britse officier Thomas Edward Lawrence er in de tijd van de Arabische opstand van 1917-1918 zijn Arabische troepen voorbereidde op de aanval op Akaba. Een van de bronnen in het gebied, de Bir el-Ambic, wordt aan toeristen aangewezen als 'Lawrence's Well'.

## Toerisme
In Wadi Rum zijn kampen met bedoeïenententen ingericht als toeristen accommodatie. Van daar uit worden toeristen per jeep, te voet, dromedaris of luchtballon door het gebied geleid.
Een keer per jaar, meestal eind juli, vindt in de Wadi Rum het Distant Heat Festival plaats, een muziekfestival waar dj's als Tiësto en Armin van Buuren hun opwachting maakten.

## Landschap
De vallei met een zanderige bodem bevat meerdere bergen en rotsen van zandsteen en graniet. De eeuwelange wind en nog langer geleden de zee sleten hier diverse patronen uit die variëren van grillig tot afgrond en qua vorm van abstract tot een natuurlijke rotsbrug.
De Burdah rotsbrug op de noordelijke bergkam is met haar lengte van 35m één van de top attracties en wordt beschouwd als één van de hoogste bruggen in haar soort.
De hoogste berg in Wadi Rum is de Jabal Um ad Adami met 1.854m.

## Filmlocaties
David Lean nam hier in 1960 een groot deel van zijn film Lawrence of Arabia op.
Vanwege de rood gekleurde rotsen en bodem, die doen denken aan de planeet Mars, is Wadi Rum een veel gebruikte filmlocatie voor sciencefictionfilms die op Mars spelen. Zo zijn onder andere de films Mission to Mars (2000), Red Planet (2000), The Last Days on Mars (2013) en The Martian (2015) hier opgenomen. In 2019 is ook een groot deel van de film Aladdin hier opgenomen, eveneens als de film Dune.
Restanten van filmdecors en spelprogramma's zijn nog in uithoeken van de wadi terug te vinden.

## Afbeeldingen

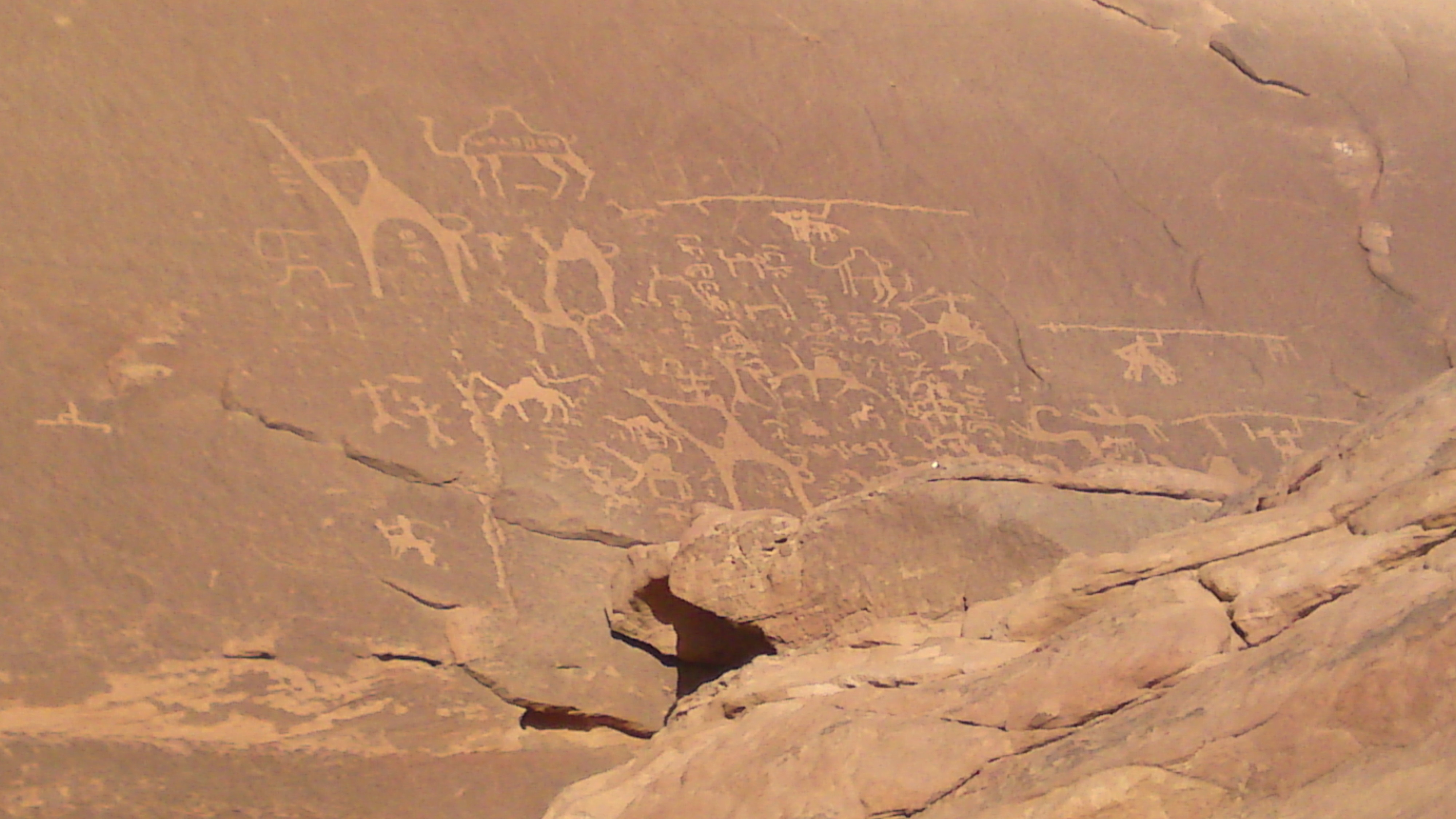
Rotstekeningen
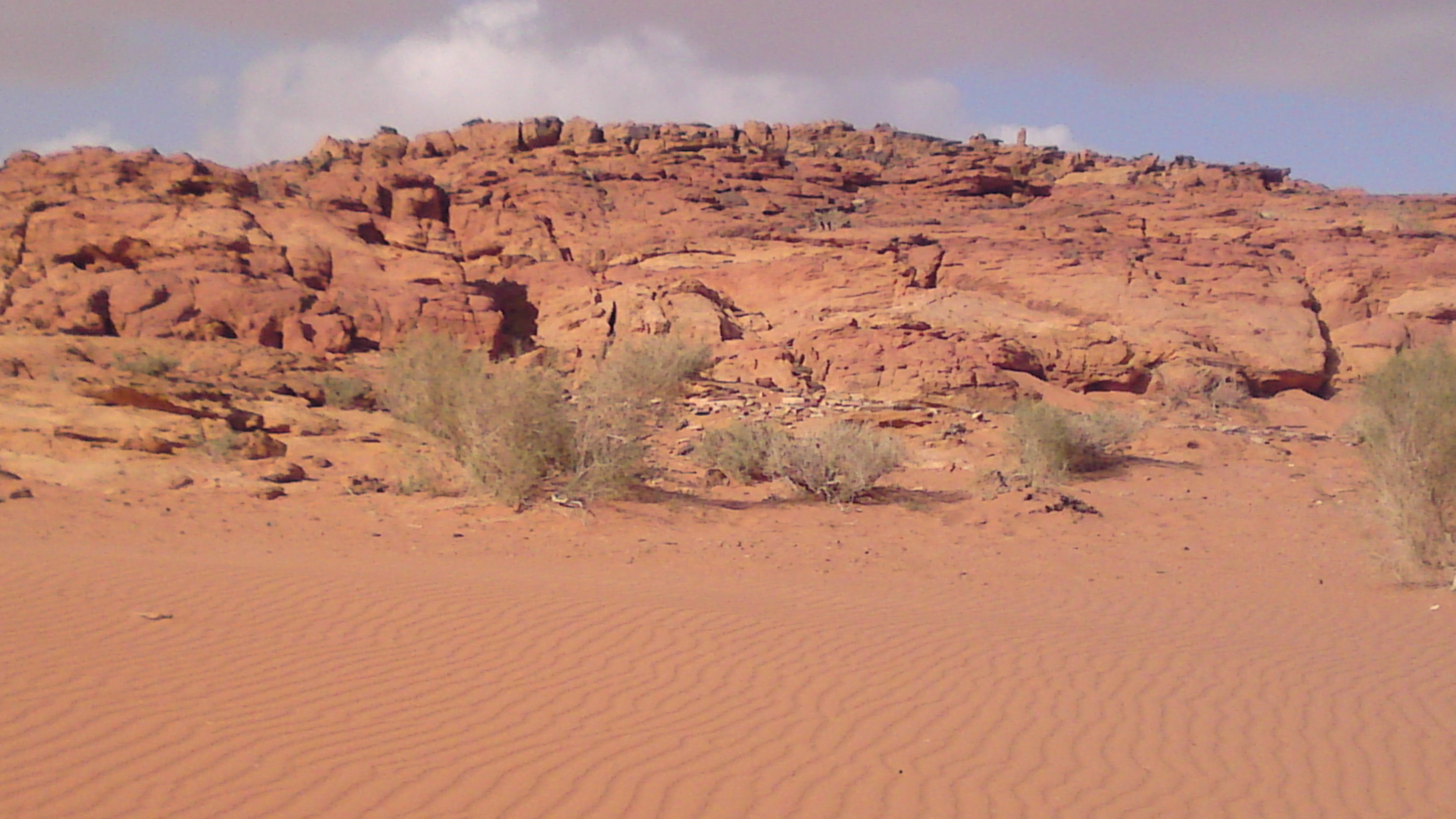
Landschap
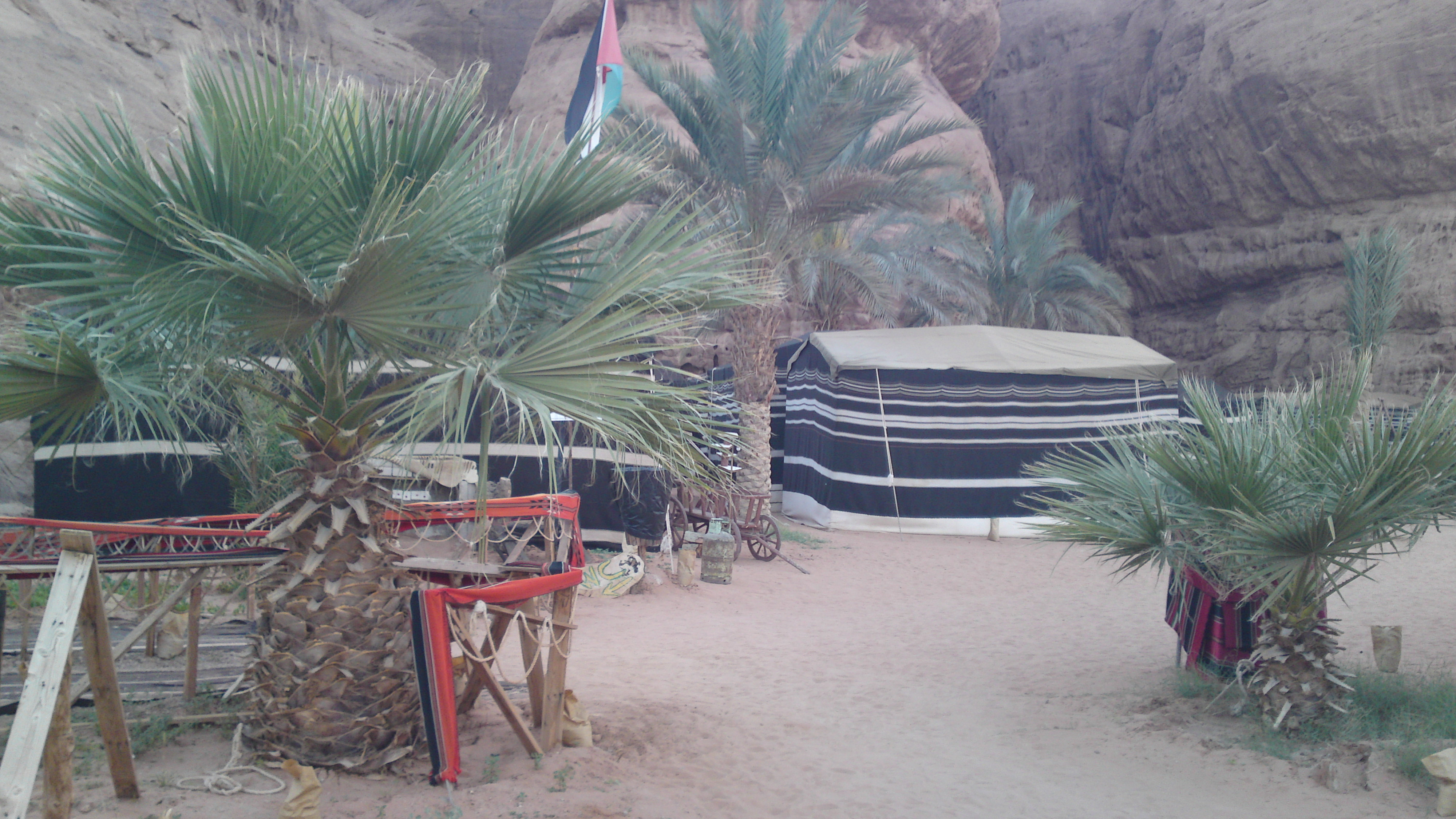
Toeristen accommodatie
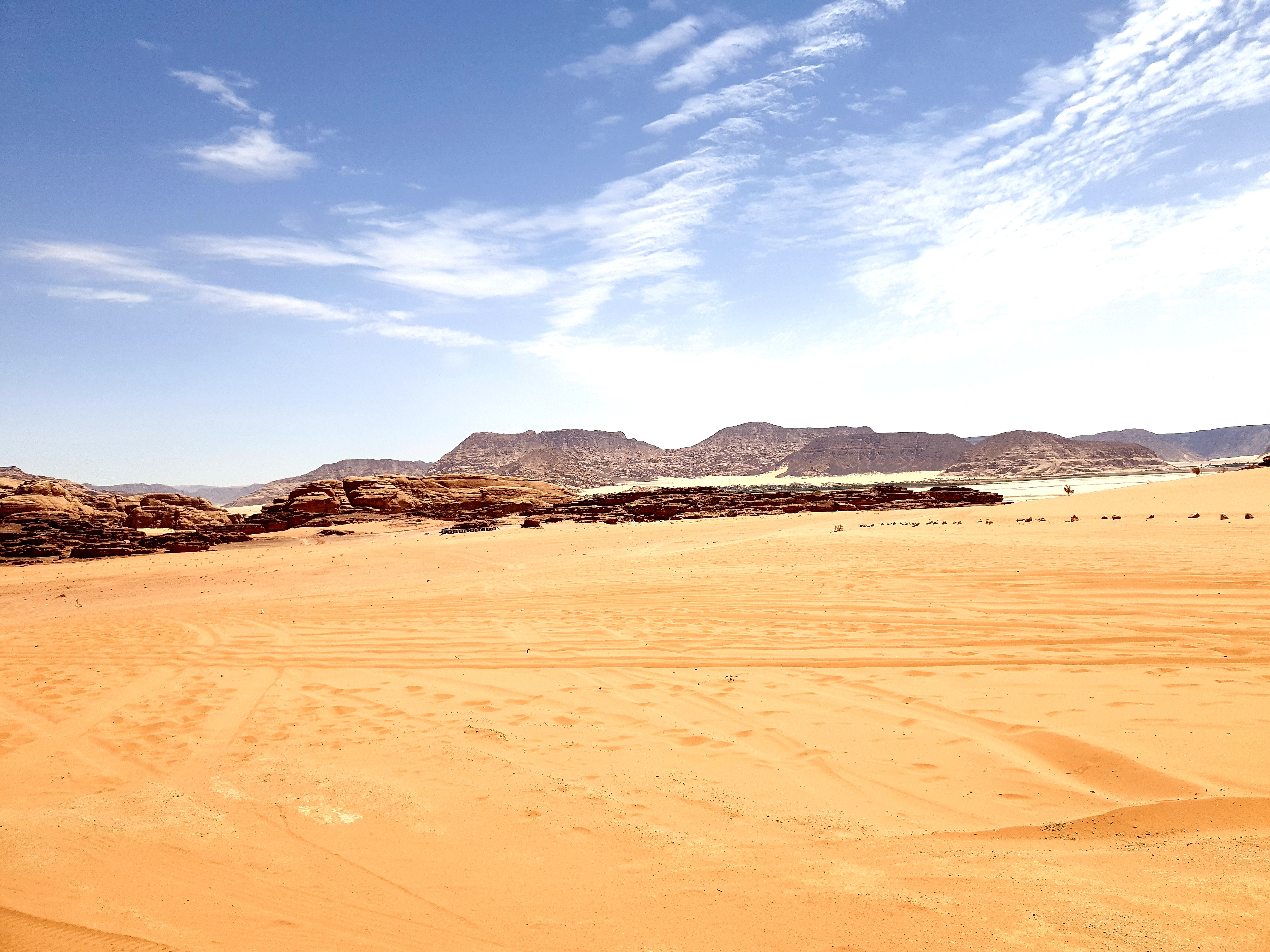
Wadi Rum woestijn
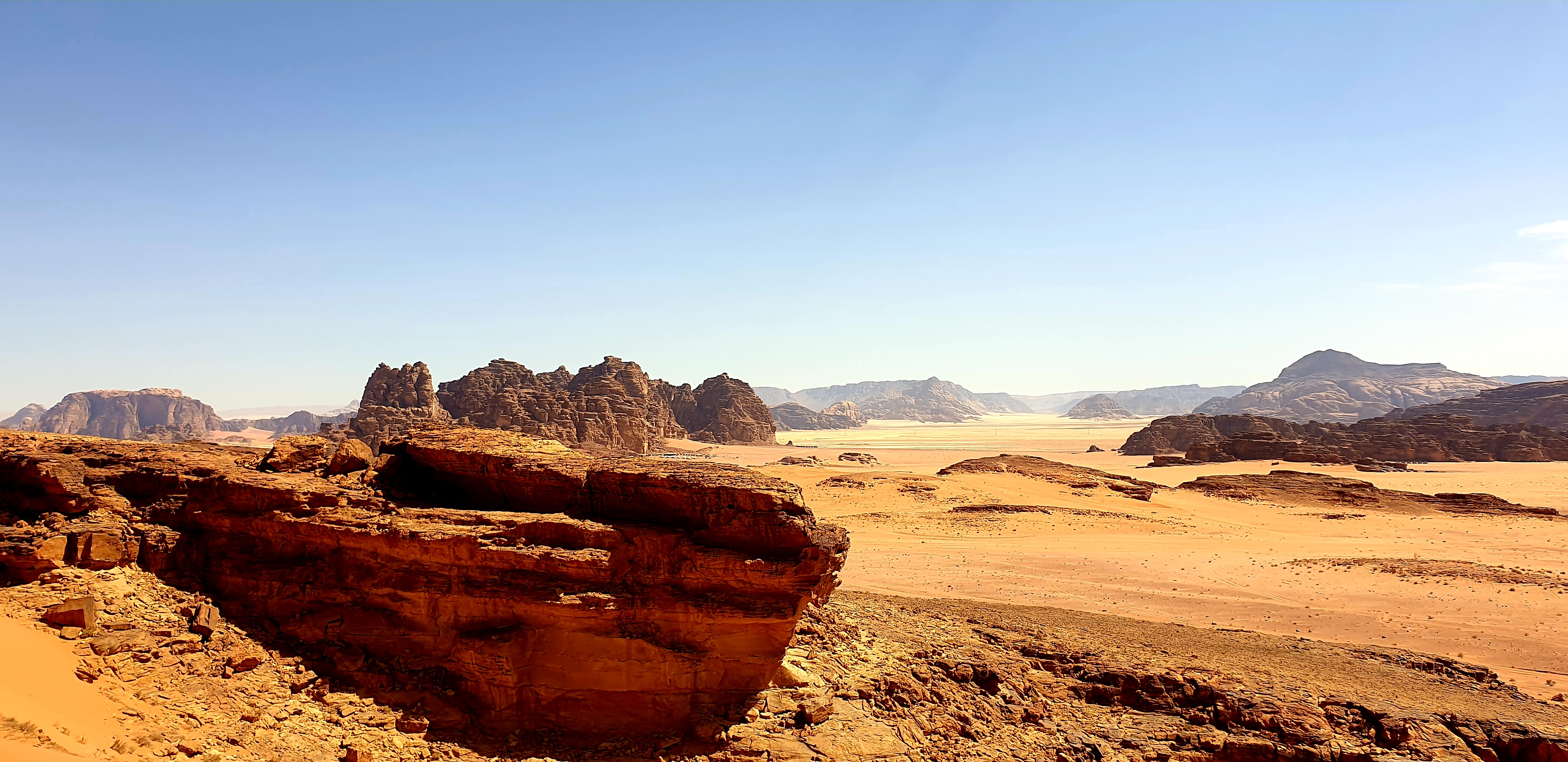
Wadi Rum woestijn